# Cầu Vát
Cầu Vát bắc qua sông Cầu, nằm trên đường tỉnh lộ 296 nối xã Hợp Thịnh, tỉnh Bắc Ninh với phố Nỉ, xã Trung Giã, thành phố Hà Nội. Đầu phía Tây là thôn An Lạc, xã Trung Giã, thành phố Hà Nội. Đầu phía Đông của cầu là thôn Hương Ninh, xã Hợp Thịnh, tỉnh Bắc Ninh. Cầu Vát có chiều dài khoảng 200m, được xây bằng bê tông cốt thép với thiết kế dành cho hai làn xe ô tô chạy. Cầu đưa vào sử dụng khoảng năm 2000.

## Hình ảnh

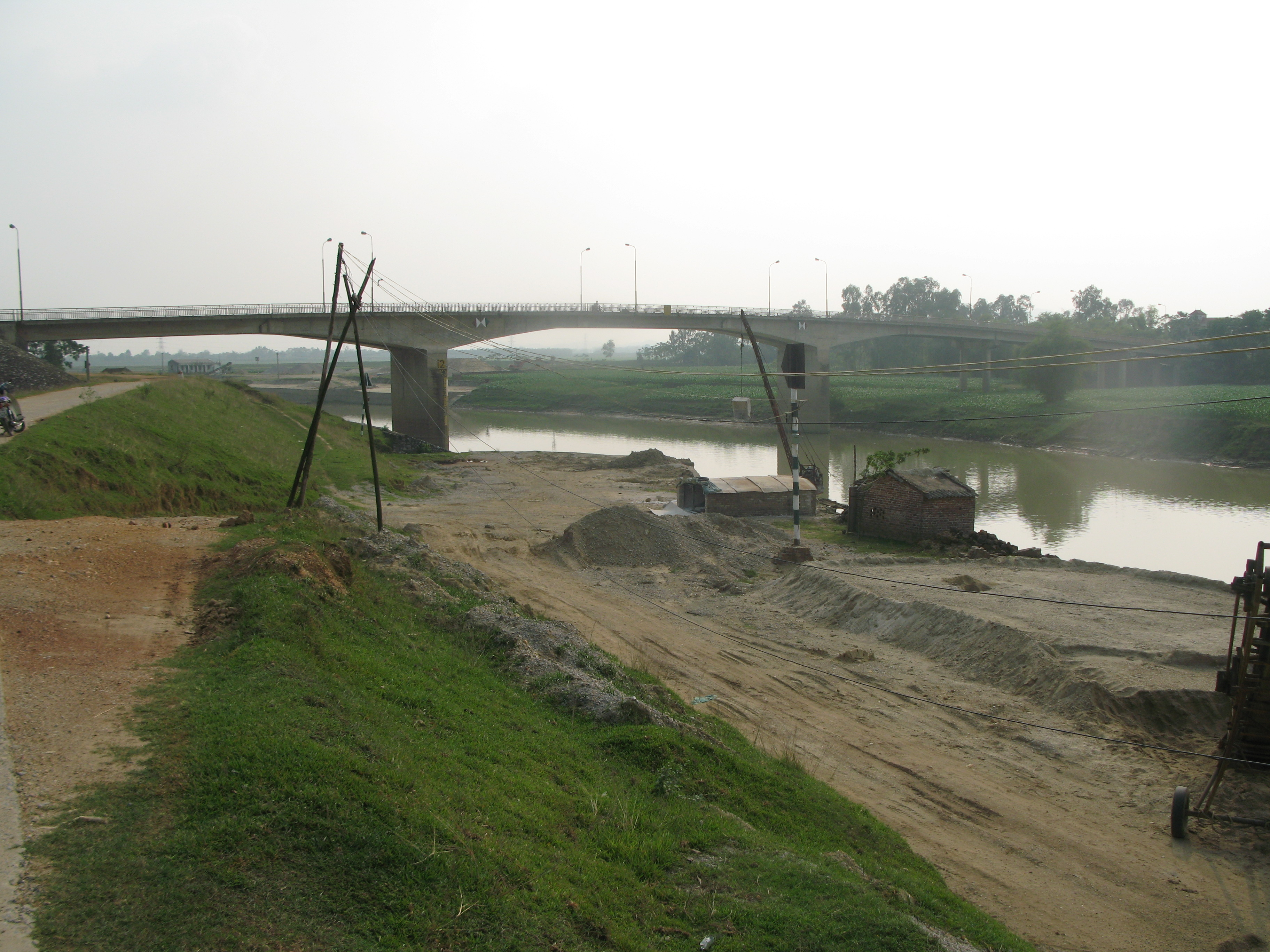
1. Cầu Vát nhìn từ phía Bắc
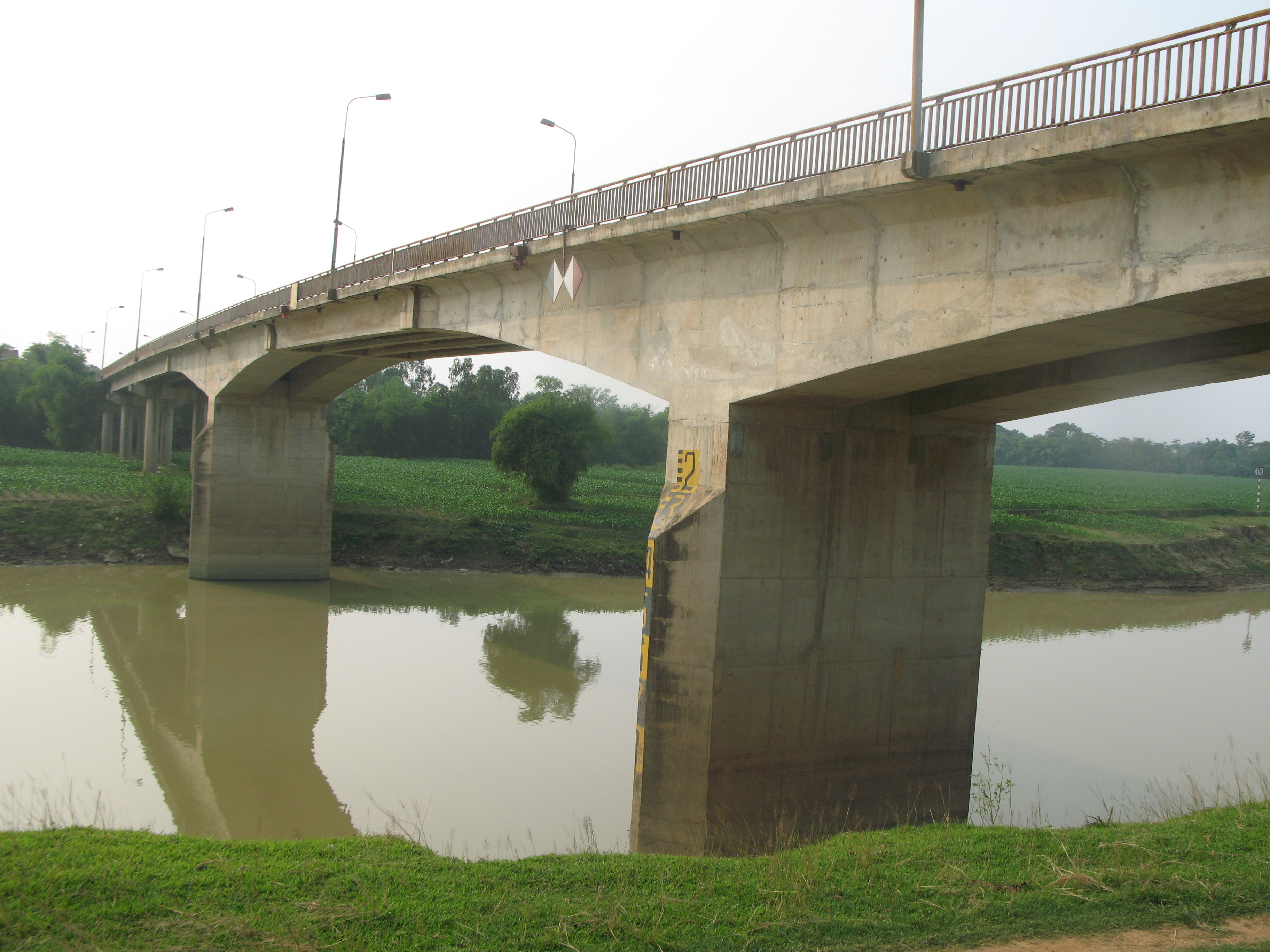
2. Cầu Vát nhìn sang phía Hà Nội
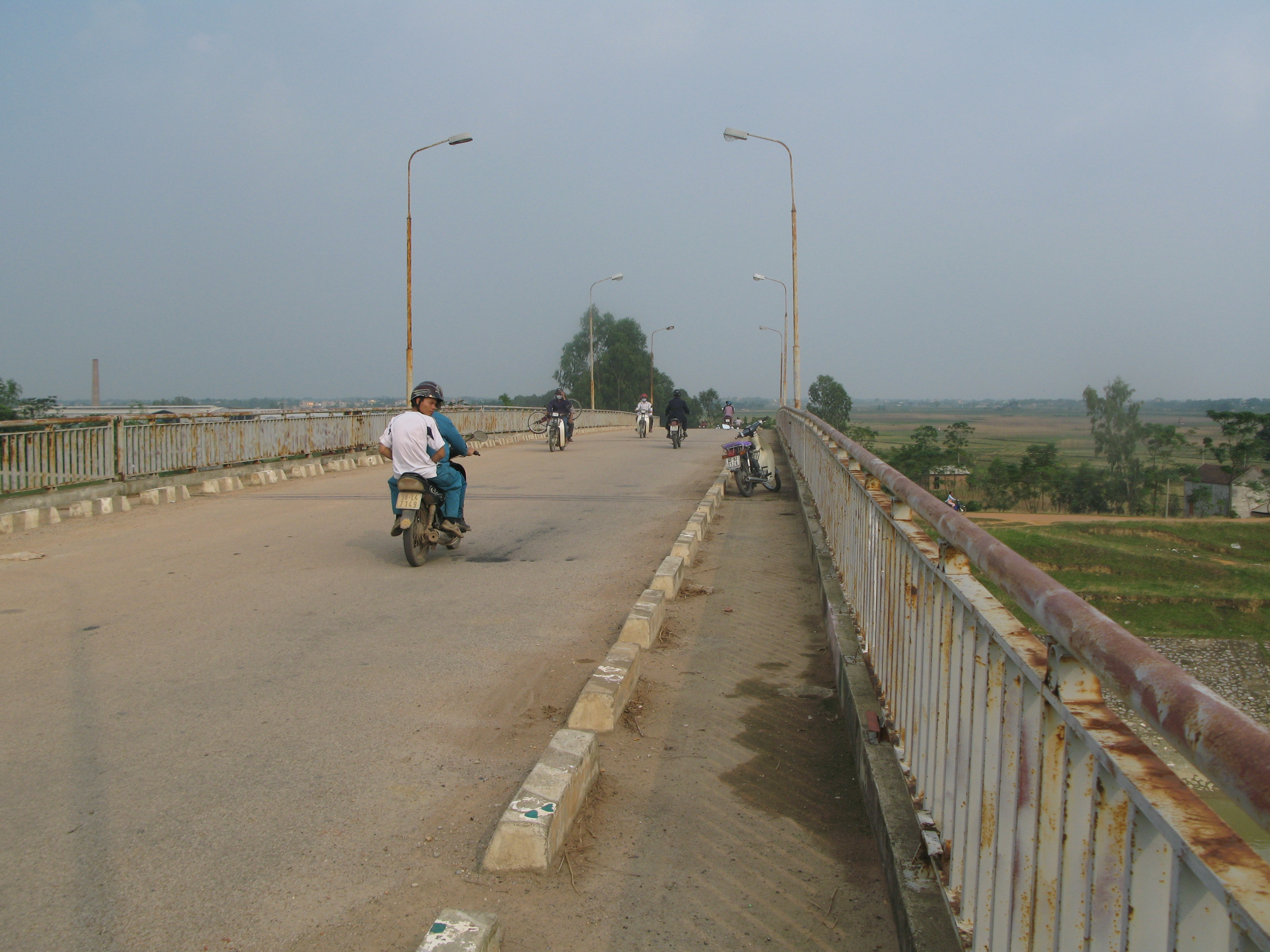
3. Mặt cầu, đầu phía Đông

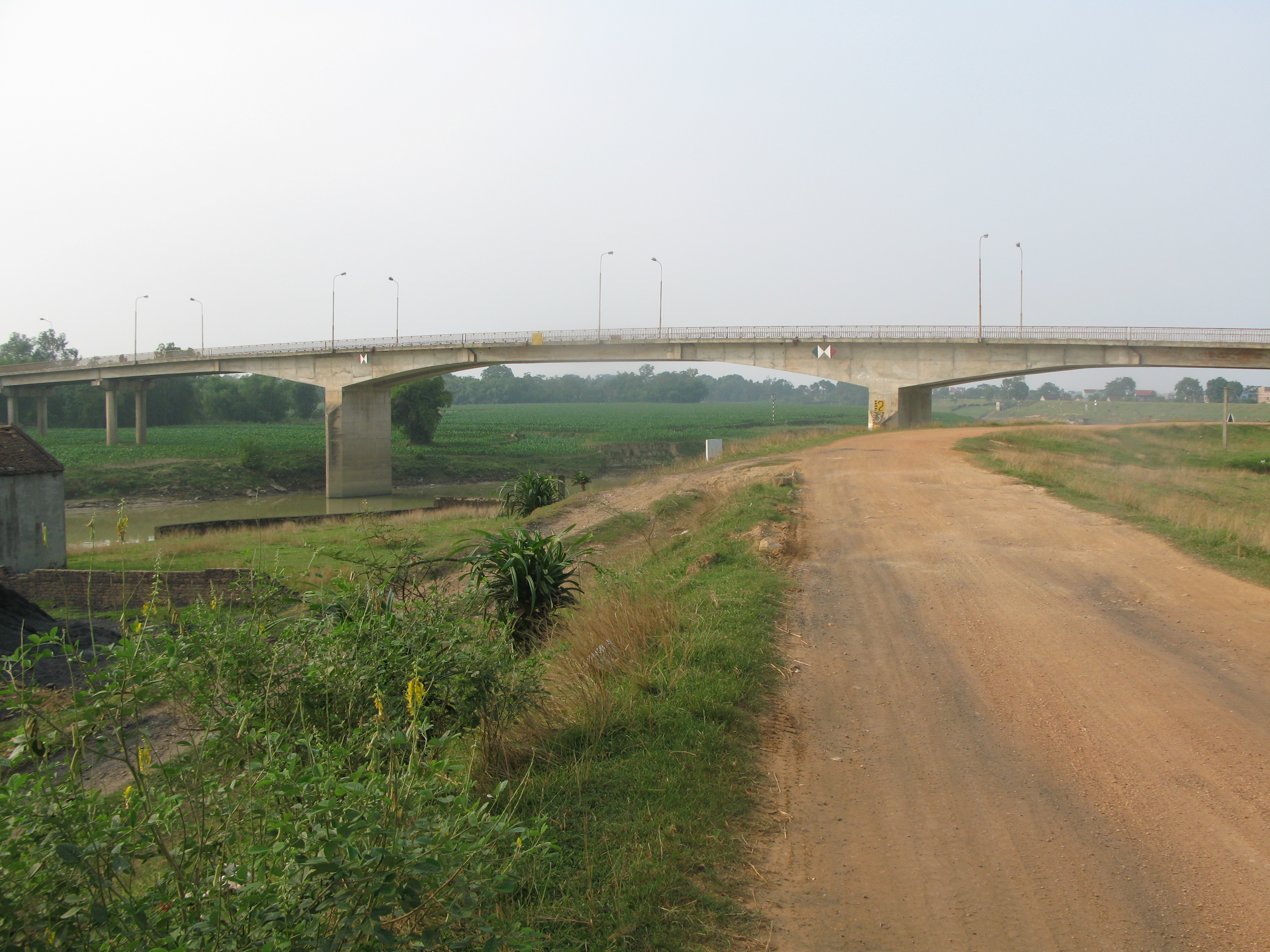
4. Cầu Vát nhìn từ phía Nam
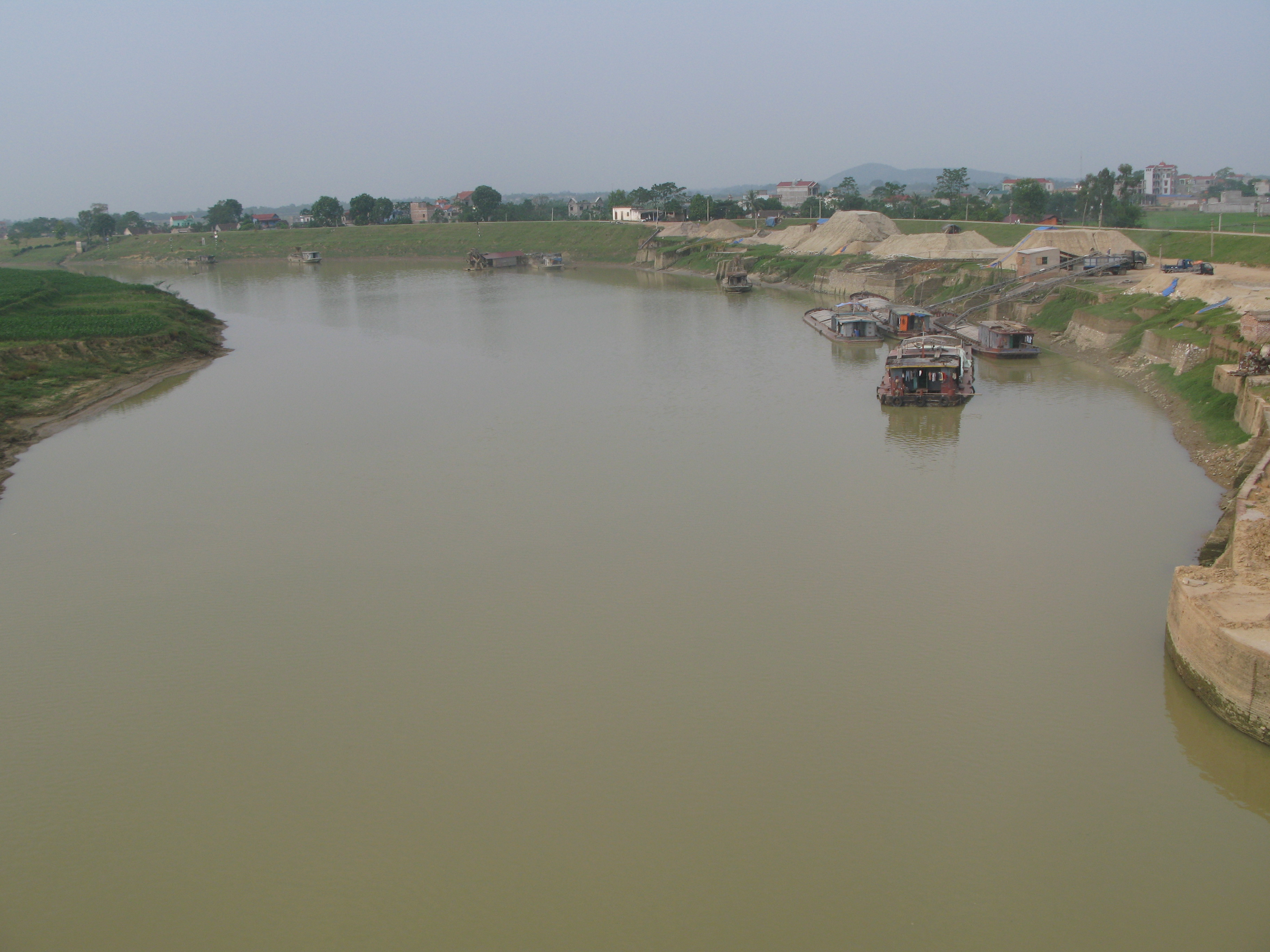
5. Dòng sông Cầu phía trên cầu
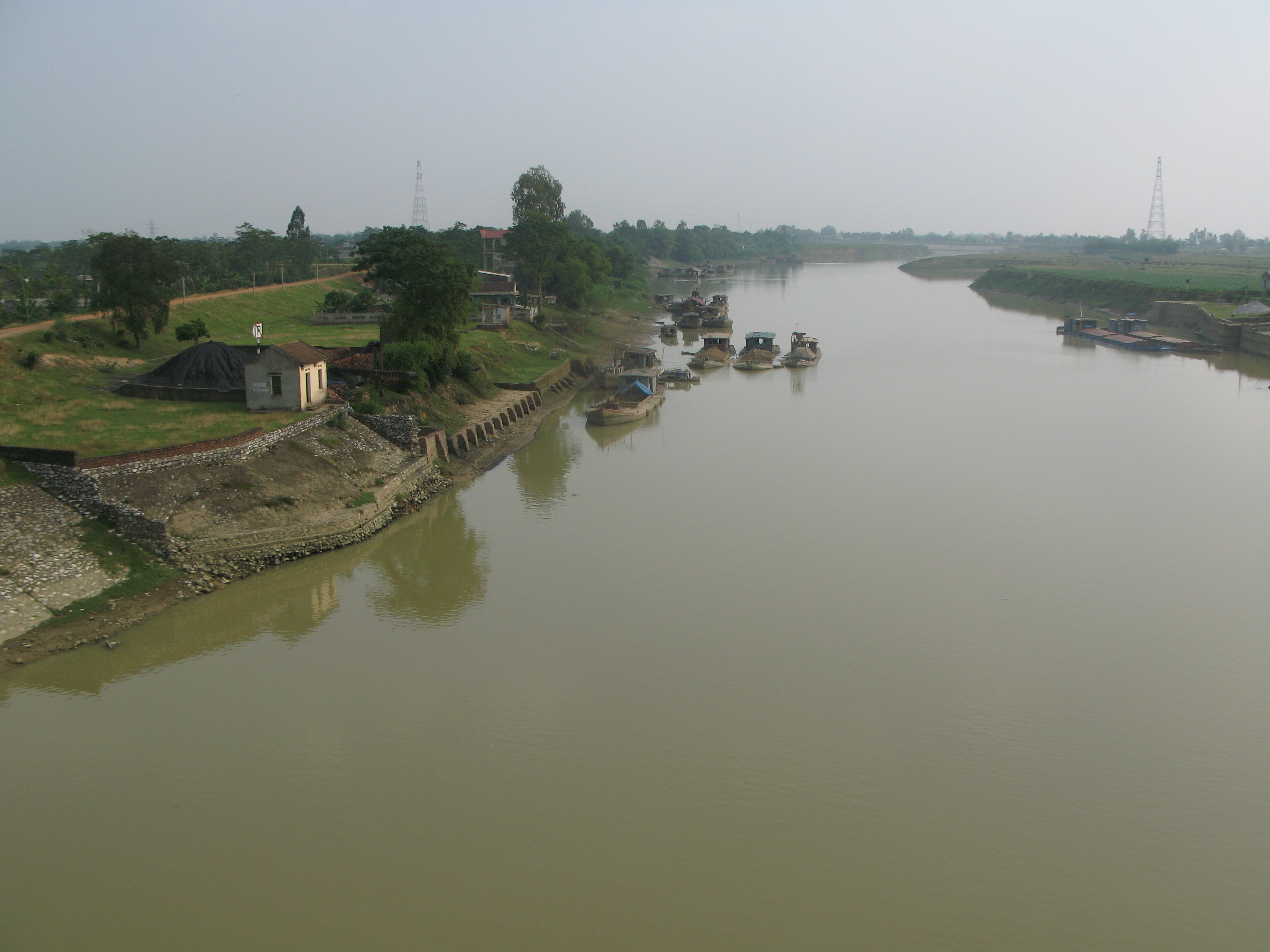
6. Dòng sông Cầu phía dưới cầu